# Facundo Cabrera
Facundo David Cabrera Premutico (* 5. Juni 1991 in Piriápolis) ist ein uruguayischer Fußballspieler.

## Karriere
Mittelfeldakteur Cabrera steht mindestens seit der Clausura Spielzeit 2015/16 im Kader des uruguayischen Zweitligisten Club Atlético Atenas. Dort debütierte er am 6. März 2016 in der Segunda División, als er bei der 2:4-Heimniederlage gegen die Rampla Juniors von Trainer Ricardo Ortíz in die Startelf beordert wurde und beide Treffer seines Klubs erzielte. Insgesamt absolvierte er in jener Saison 13 Partien (drei Tore) in der Liga. In der darauffolgenden Spielzeit 2016 lief er zwölfmal (kein Tor) in der zweithöchsten uruguayischen Spielklasse auf. In der laufenden Saison 2017 kam er bislang (Stand: 16. August 2017) zwölfmal (zwei Tore) zum Einsatz.